# 鷲谷正直
鷲谷 正直（わしや まさなお、1976年10月21日 - ）は、日本の元ラグビー選手。

## プロフィール
- 奈良県出身[1]。
- 現役時代のポジションはフランカー(FL)、ナンバーエイト(No8)。
- 日本代表通算キャップ数は2。
- 7人制日本代表に選ばれたことがある[2]。

## 略歴
天理高校、日本大学を経て、1999年、トヨタ自動車(現・トヨタヴェルブリッツ)に加入。
2000年7月2日に行われた韓国戦で日本代表初キャップを獲得した。
2006年、現役を引退した。